# Feidiův Zeus v Olympii
Diova socha v Olympii byla monumentální, asi 12 metrů vysoká socha, kterou v roce 433 př. n. l. vytvořil řecký sochař Feidiás. Nacházela se v Diově chrámu v Olympii a byla považována za jeden ze sedmi divů starověkého světa. Na konci antiky, v roce 394 našeho letopočtu, byla přenesena do Konstantinopole, kde byla pravděpodobně roku 475 zničena při požáru. Kultovní socha vládce bohů Dia byla vyrobena ze slonoviny tzv. chryselefantinovou technikou, vlasy a šaty byly ze zlata. Trůn z cedrového dřeva byl zdoben zlatem, ebenem, slonovinou a drahokamy. Jádro sochy bylo dřevěné. Zeus držel v levé ruce berlu s orlem na vrcholu, v pravé ruce měl sochu bohyně Niké. Ve vlasech měl věnec olympijského vítěze. Dílo zdobily četné mytologické výjevy – smrt Niobiných děťátek, kentauromachie, amazonomachie a zrození Afrodity.

## Historie sochy
Starověká Olympie byla místem uctívání Dia, hlavního z řeckých bohů, již dlouho před historickou dobou, obřady však byly konány na otevřeném obětišti. Na počátku klasického období, v letech 468–456 př. n. l., byl v Olympii postaven architektem Libónem z Élidy mohutný Diův chrám.
V každém řeckém chrámu, který měl být podle náboženských představ pozemským příbytkem božstva, měla být kultovní socha představující dotyčné božstvo. Poté, co athénský sochař Feidiás dosáhl velkého věhlasu svými pracemi na výzdobě Parthenónu a vytvořením kultovní sochy Athény ze zlata a slonoviny pro tento chrám, objevily se snahy vybavit i Diův chrám podobným dílem. Možnost se naskytla ve třicátých letech 5. století př. n. l., kdy byl Feidiás donucen odejít z Athén. Byl tedy pozván do Olympie, která byla tehdy součástí Élidy, a za ním přišla i skupina dalších umělců a řemeslníků – jeho spolupracovníků. Ti potom započali práci na díle.
Socha byla instalována v roce 433 př. n. l. a brzy si svojí mohutností a nádherou získala věhlas po celém Řecku i v celém antickém světě. Psali o ní význační starověcí autoři (Strabón, Pausanias), nechyběla v dobových turistických průvodcích a dostala se do známého seznamu Sedmi divů světa. Z vděčnosti k tvůrci sochy určili obyvatelé Élidy Feidiovy potomky dědičnými konzervátory díla.
Asi 800 let sloužila socha svému účelu. Ve 2. století př. n. l. ji rekonstruoval sochař Damofón. Římský císař Caligula (vládl 37–41) se pokusil sochu převézt do Říma, což se ale nakonec nepodařilo – podle římského spisovatele Suetonia proto, že se při pokusu o manipulaci ze sochy ozýval záhadný smích a lešení dělníků se zhroutilo. Po nástupu křesťanství byla socha podle některých byzantských pramenů v roce 394 odvezena do Konstantinopole (dnes Istanbul v Turecku), kde byla zničena po roce 475 při zemětřesení nebo tsunami, nebo byla za časů východořímského císaře Theodosia II., který aktivně vystupoval proti pohanským kultům, spálena v roce 408 při útoku na Diův chrám.

## Podoba díla

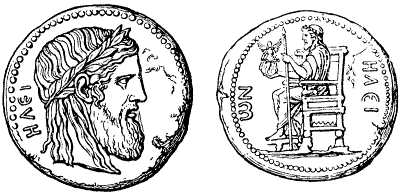
Zobrazení sochy na elidské minci z římských dob

Socha samotná se nezachovala a informace o její podobě musíme čerpat z literárních pramenů. Na rozdíl od mnohých jiných děl řeckého klasického sochařství se tato socha nestala  námětem velkého počtu kopií v římské době, nebo pouze velmi volně. Výrazná římská kopie nebyla dosud nalezena. V souvislosti s podobou Diovy sochy byly nalezeny jen drobnější předměty zachycující její podobu. Jedná se např. o élidské mince z římského období. Předpokládá se nicméně, že Zeus z olympského chrámu byl základním vzorem pro zobrazování Dia v římském umění.
Hlavním pramenem je proto podrobný popis od řeckého cestovatele a spisovatele 2. století Pausania, doplněný drobnějšími zmínkami dalších autorů. Dalším významným pramenem jsou vykopávky v Olympii, kde byla nalezena Feidiova dílna, ve které byla socha konstruována, a ve zbytcích smetiště mnoho použitého materiálu a nástrojů.
Socha byla umístěna v zadní části hlavní síně (náu) Diova chrámu na podnoži tvořené černým vápencovým kvádrem. Společně s ní měla výšku 12 až 13 metrů. Dosahovala tedy až velmi těsně pod strop chrámu, jehož sloupy byly vysoké cca 10,5 metru. V síni před sochou byla také mělká nádržka z tmavého mramoru naplněná olejem. Jeho výpary konzervovaly slonovinové části sochy a temná hladina odrážela na sochu světlo dopadající od vstupu. Podlaha síně byla z červeného vápence a obložena vápencem bílým. Před sochou byly nízké zídky, které zabraňovaly návštěvníkům jít k ní příliš blízko. Pro lepší výhled na horní partie díla byly v síni umístěny plošiny.
Zeus seděl na trůně z cedrového dřeva vykládaném ebenovým dřevem a drahokamy. V jeho tváři se zračila vznešenost a klid vládce vesmíru. V levé ruce držel dlouhou berlu rozhodčích Olympiády, taktéž vykládanou drahokamy, na jejímž konci seděl orel. V pravé napřažené ruce držel malou sochu bohyně Niké (asi dvoumetrovou), která mu podávala věnec. Bůh měl přes rameno přehozen plášť, který ale nezakrýval jeho hruď a zahaloval jen spodní část těla. Plášť byl posázen palmovými lístečky ze zlata nebo ze skla. Na hlavě pokryté dlouhými vlasy ze zlata spočíval olivový věnec – věnec olympijských vítězů – ze zeleně emailovaného zlata. Nohy opíral o podnožku.
Trůn, podnožka i podnož byly pokryty četnými mytologickými výjevy a prvky jak plastickými, tak vyvedenými v malbě. Malířskou část výzdoby provedl Feidiův příbuzný (bratr nebo bratranec) Panaios.
Opěradla na ruce byla v podobě sfing, na hlavním opěradle byly z jedné strany Charitky a z druhé Hóry. Charitky byly v mytologii vtělením půvabu a Hóry zosobněním ročních období. Nohy trůnu byly v podobě tančících Niké. Kromě mytologických postav se na trůně nacházely i postavy osmi atletů při osmi olympijských disciplínách. To připomínalo mírové poselství olympiády.
Ve výzdobě byly přítomny čtyři sevřené mytologické výjevy – záhuba Niobiných dětí, amazonomachie, kentauromachie a zrození Afrodity. Děti Niobé byly zahubeny střelami Artemidy a Apollóna za domýšlivost své matky. Tento výjev připomínal Řekům, že každý, kdo se proviní zpupností proti bohům a osudu (hybris), bude potrestán. V amazonomachii – boji Řeků s Amazonkami – Feidiás opět, stejně jako na Parthenónu, připomněl vítězství nad Persií, ale také oslavil rodnou obec Athény tím, že kromě Hérakla vyzdvihl i úlohu Thésea – zakladatele Athén. S výzdobou Parthenónu byl spojen i další výjev – kentauromachie, totiž boj Lapithů s Kentaury, symbolizující věčný a hořký boj Řeků s barbary. Na podnoži bylo zobrazeno zrození Afrodíty z moře za přítomnosti hlavních bohů. Tento výjev byl uvozen, jako předtím na Parthenónu a na soše Athény Parthenos, stoupajícím Héliovým vozem (Slunce) na straně jedné a Seléné nořící se do oceánu (Měsíc). Je to odkaz na filozofii Anaxagora z Klazomen, se kterou se Feidiás vnitřně ztotožňoval.
Podle pověsti byl Feidiás při tvorbě sochy Dia v Olympii inspirován verši 528–530 prvního zpěvu Iliady:
„Domluviv Kronův syn, svým tmavým obočím kývl. Ihned kadeře božské se hrnuly do čela vládci z božské nesmrtelné hlavy – a velký Olymp se zachvěl.“

## Konstrukce sochy

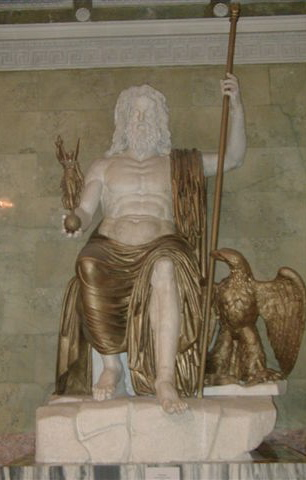
Mramorová a bronzová římská socha sedícího Dia vycházející z typu Feidiova Dia

Socha byla vytvořena pomocí chryselefantinové techniky. Jedná se o techniku kompozitní, kdy jsou různé části sochy vytvořeny z různých materiálů – podpůrná konstrukce ze dřeva, odhalené části těla ze slonoviny, šaty, šperky a doplňky z drahých kovů. Takové sochy jsou v řeckém umění doloženy od archaických dob. V klasické době šlo většinou o sochy velmi výstavné a v nadživotních velikostech – podle možností zadavatele. Alternativně byly kompozitní sochy i z jiných, více dostupných materiálů. Technika se uplatňovala u soch kultovních.
Feidiás, v době kdy pracoval na soše Dia, měl již za sebou konstrukci několika jiných kompozitních soch, včetně srovnatelné sochy Athény v Athénském Parthenónu. Tak velká a složitá socha nemohla být dílem jednotlivce a podílelo se na ní mnoho lidí různých uměleckých i řemeslných profesí. Dokládají to archeologické nálezy v Olympii.
Při vykopávkách v Olympii byla pod zbytky byzantského chrámu objevena Feidiova dílna, kde se pracovalo na soše. Poblíž byly nalezeny zbytky smetiště s materiálem a nástroji přímo použitými ke konstrukci sochy. Vedle nástrojů byla nalezena i miska s nápisem FEIDIO EIMI, „patřím Feidiovi“, která je tak dojemným důkazem mistrovy přítomnosti v Olympii.
Úkol byl pro Feidia a jeho tým v Olympii nesnadný. Na rozdíl od sochy Athény v Parthenónu musel sochu přizpůsobit již existujícímu chrámovému prostoru. Ze srovnání rozměrů a dispozic chrámové cely a místnosti dílny vyplývá, že sochař zkoušel umístění sochy i úpravu prostor již na modelu. Možná byla v dílně i nádržka s olejem, která byla v chrámu před sochou. Ta jednak odrážela na sochu světlo od vstupu do náu (celly) a také výpary oleje konzervovala slonovinu sochy. K tomuto řešení Feidiás přistoupil po zkušenostech s Athénou Parthenos, u které slonovina vysychala a musela být pravidelně polévána vodou.
Jádro sochy tvořila dřevěná konstrukce pevně ukotvená v podnoži. Na ní byly upevněny části ze slonoviny a zlata. To se dělo pomocí bronzových konstrukčních prvků nalezených u dílny. Samotný konstrukční proces se odehrával z velké části pod širým nebem, nebo v přístřešcích kolem dílny. Jak v přípravě, tak při konstrukci bylo použito mnoho podpůrných prvků a modelů z levnějších materiálů jako železo, rohovina a kosti. Ty byly taktéž nalezeny ve vykopávkách. Množství kostí naznačuje, že části finální sochy, skryté pohledu návštěvníka, mohly být z tohoto materiálu.
Slonovinové části se ohýbaly do příslušných tvarů pomocí horké vody ohřívané v bronzovém kotli. Zlaté plátky pokrývající drapérie byly vytepávány do hliněných forem. V dobrém stavu se zachovaly menší formy pro drapérii dvoumetrové sochy Niké. Podoba drapérie je příbuzná s nejmladšími částmi výzdoby Parthenónu. Velké formy pro drapérii Dia byly vyztuženy železnými pruty, které vlivem koroze hliněnou formu poškodily. Z těchto poměrově malých částí Diova roucha nemůžeme rekonstruovat podobu. Voluty, menší lístky a další detaily se vytepávaly na menších kovadlinkách s vyraženými formami, pomocí olověných šablon apod.
Povrchy trůnu i soch byly pokryty dalšími drobnějšími ornamenty. Jednalo se z velké části o palmetové lístky ze skla odlité na místě. Součástí dílny totiž byla i sklářská pec a našly se i formy na odlévání skla – opět ve dvou velikostech. Větší pro Dia – cca 28 cm a menší pro sochu Niké. Menší formy se opět zachovaly lépe, neboť velké množství žhavé skloviny rychleji opotřebovávalo hliněnou formu. Není jisté, zda se sklo vyrábělo na místě, nebo byla dovážena již hotová surovina. K ornamentální výzdobě bylo použito i drahokamů a také polodrahokamů – obsidiánu, achátu, křišťálu aj.
Postup konstrukce vypadal patrně takto: z menšího modelu, vytvořeného Feidiovou rukou, byla socha zvětšena prací spolupracovníků na příslušnou velikost. Podle velkého modelu bylo vytvořeno dřevěné jádro a odlity hliněné formy. Ty byly očíslovány, aby byla zajištěna návaznost. Vytvarované zlaté a slonovinové části byly potom smontovány dohromady a následoval nesnadný úkol přenesení sochy po částech do chrámu, kde teprve byly připevněny menší ornamenty a byla provedena malířská výzdoba.
Při konstrukci sochy se uplatnili pracovníci mnohých profesí – kovotepci, skláři, hrnčíři, tesaři, malíři, sochaři a další. Známe jména dvou těchto pomocníků: Kolotea, sochaře a cizeléra a Panaia, malíře a Feidiova příbuzného (bratra či bratrance). Feidiás sám se projevil nejen jako sochař, ale i jako schopný matematik, geometr, konstruktér a technolog různorodých materiálů.